# Maria van Baden (1834-1899)

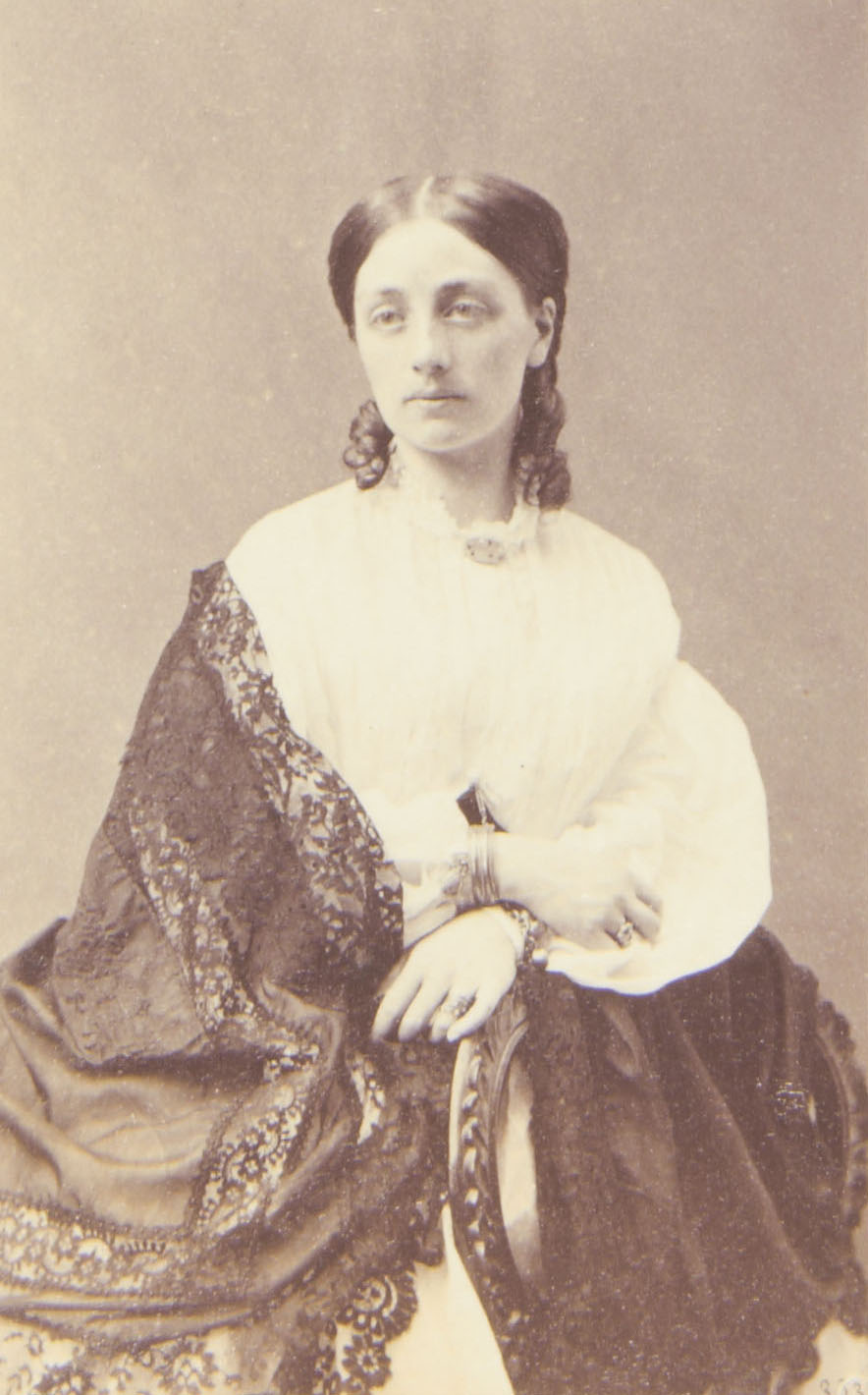
Maria van Baden (1862)

Maria Amalia van Baden (Karlsruhe, 20 november 1834 — Amorbach, 21 november 1899) was een prinses van Baden.
Zij was de een-na jongste dochter van groothertog Leopold van Baden en prinses Sofie van Zweden. In 1858 trouwde ze met Ernst zu Leiningen. Het paar kreeg twee kinderen:
- Alberta (1863-1901)
- Emich Eduard Karel V (1866-1939)